# Carl d'Unker
Carl d'Unker   (Estocolm, 3 de febrer de 1828 - Düsseldorf, 23 de març de 1866) va ser un artista suec. Va ser el primer d'un gran nombre d'artistes suecs que van estudiar a Düsseldorf entre 1850 i 1870. Era conegut principalment com un pintor de gènere d'orientació social les obres del qual representaven temes contemporanis, com les sales d'espera a les estacions de tren o escenes de cases d'empenyorament.

## Biografia
Va néixer a Estocolm, Suècia. El seu pare, Carl Henning d'Unker, era un soldat noruec, mentre que la seva mare, Anna Christina Brunstedt, era ciutadana sueca. Va començar la seva carrera com a soldat i va servir als Svea Life Guards durant un curt període. El 1848 es va oferir voluntari per a la Primera Guerra de Schleswig (1848–1849). Poc després del seu retorn a Suècia va abandonar la seva carrera militar a favor d'una artística. Es va traslladar a Düsseldorf entre 1851 i 1853 per estudiar pintura on va ser alumne de Karl Ferdinand Sohn (1805-1867).
Durant els anys 1856 i 1857, va realitzar viatges d'estudis a Westfàlia, Bèlgica i París. Va assistir a l'acadèmia d'art d’Amsterdam durant 1859. Es va convertir en un artista molt popular al continent. A partir de 1861 va patir una malaltia al braç dret i es va veure obligat a pintar amb el braç esquerre. Va fer una breu visita a Suècia el 1865 i va ser nomenat professor pel rei Carles XV de Suècia. Va morir l'any següent a Düsseldorf.

## Vida personal
El 25 de juny de 1859 es va casar amb Clara Wilhelmine Therese Karoline Antonie Schnitzler (n. 1839), filla del mestre d'obres Peter Heinrich Gregor Anton Schnitzler (1796–1873), després de la qual va poder viure una vida sense preocupacions econòmicament. El 1864 ell i la seva dona van tenir un fill, Detlev Wilhelm Albert d'Unker Luetzow.

## Galeria

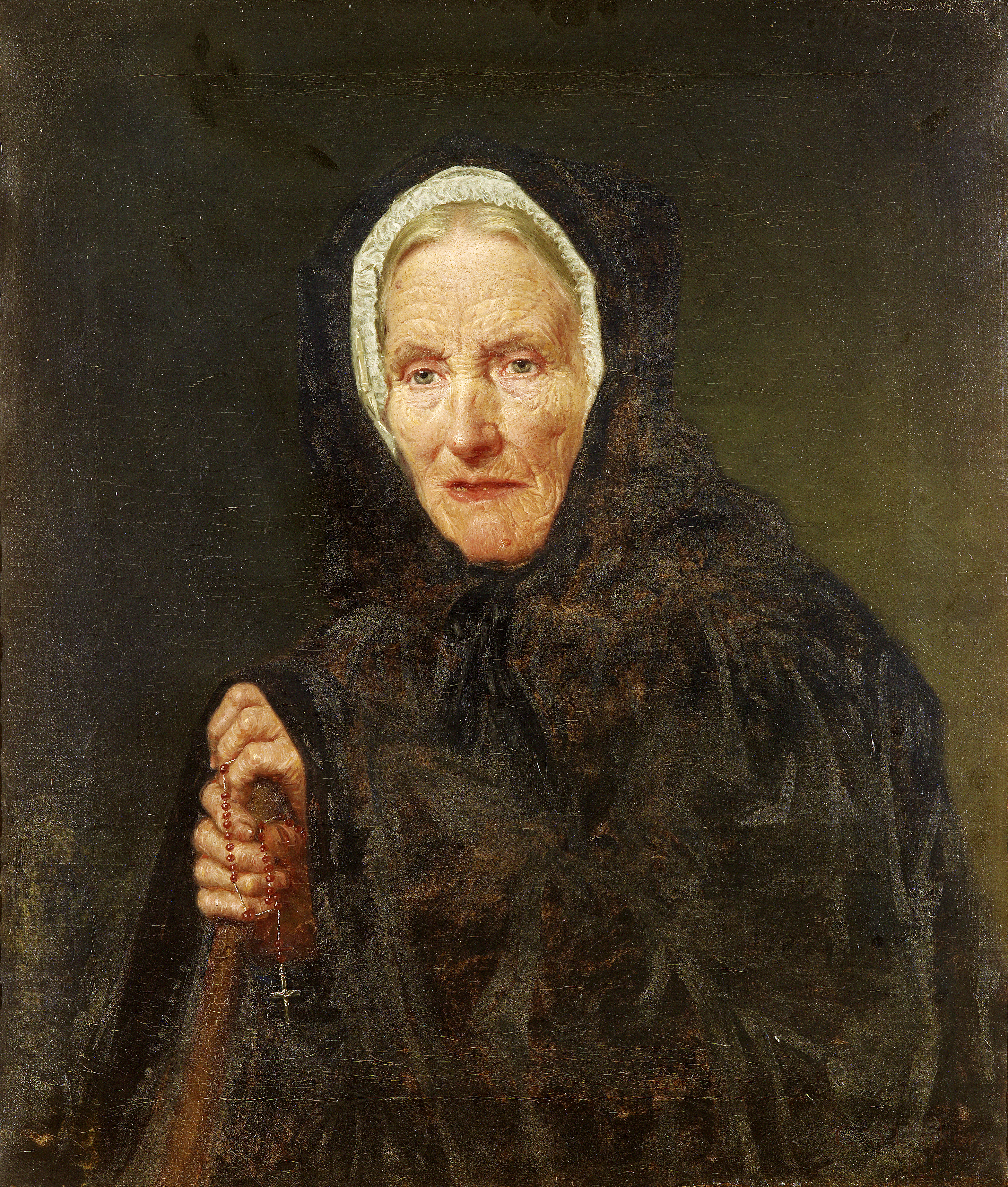
Dona amb un rosari (1853)
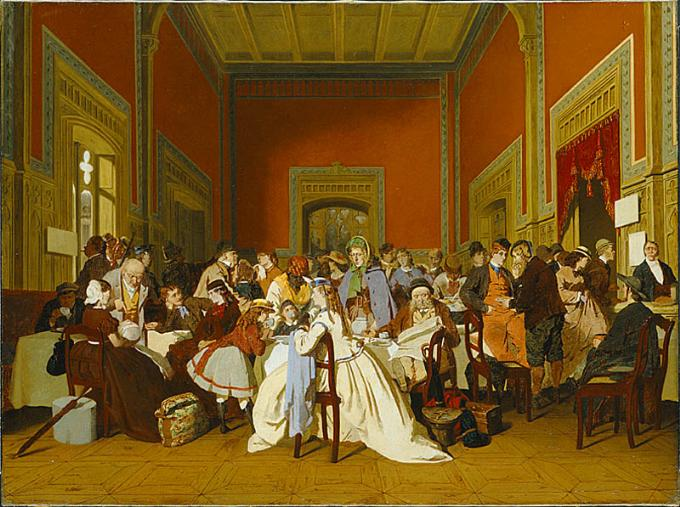
Sala d'espera de segona classe (ca 1865)
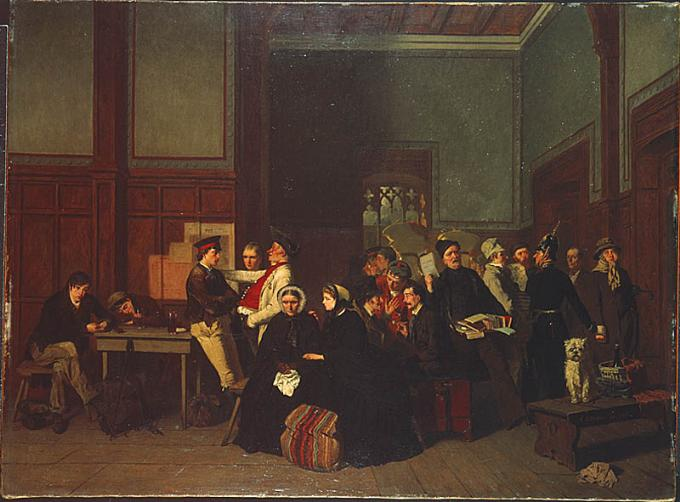
Sala d'espera de tercera classe II (1865)
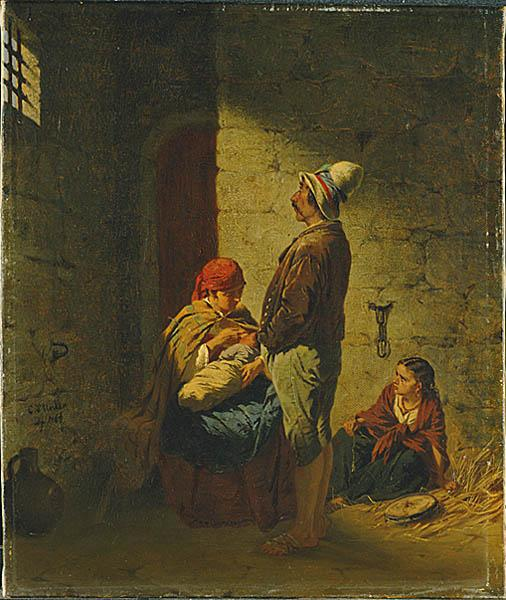
Família gitana a la presó (1864) (1864)
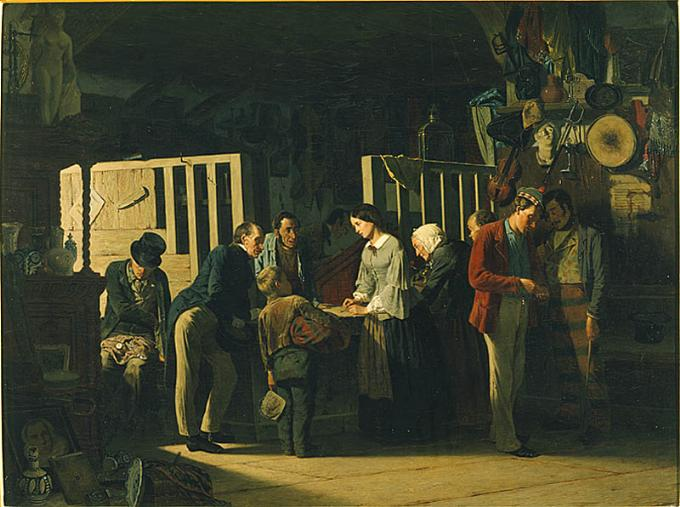
La casa d'empenyorament II (1859)
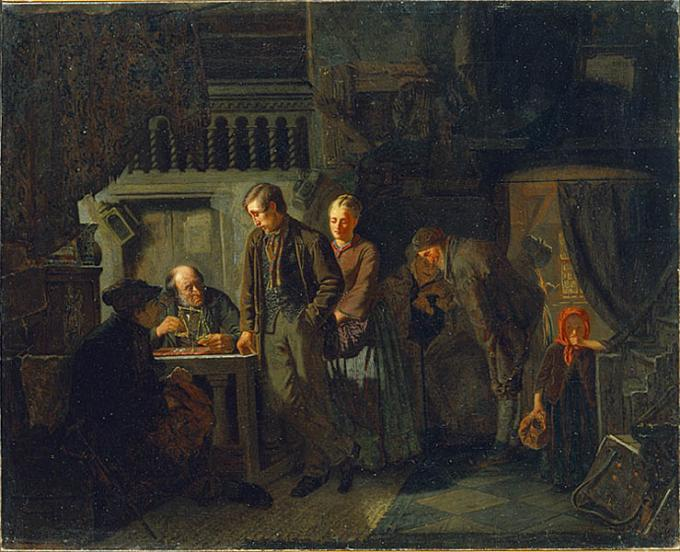
La casa d'empenyorament V (1860)
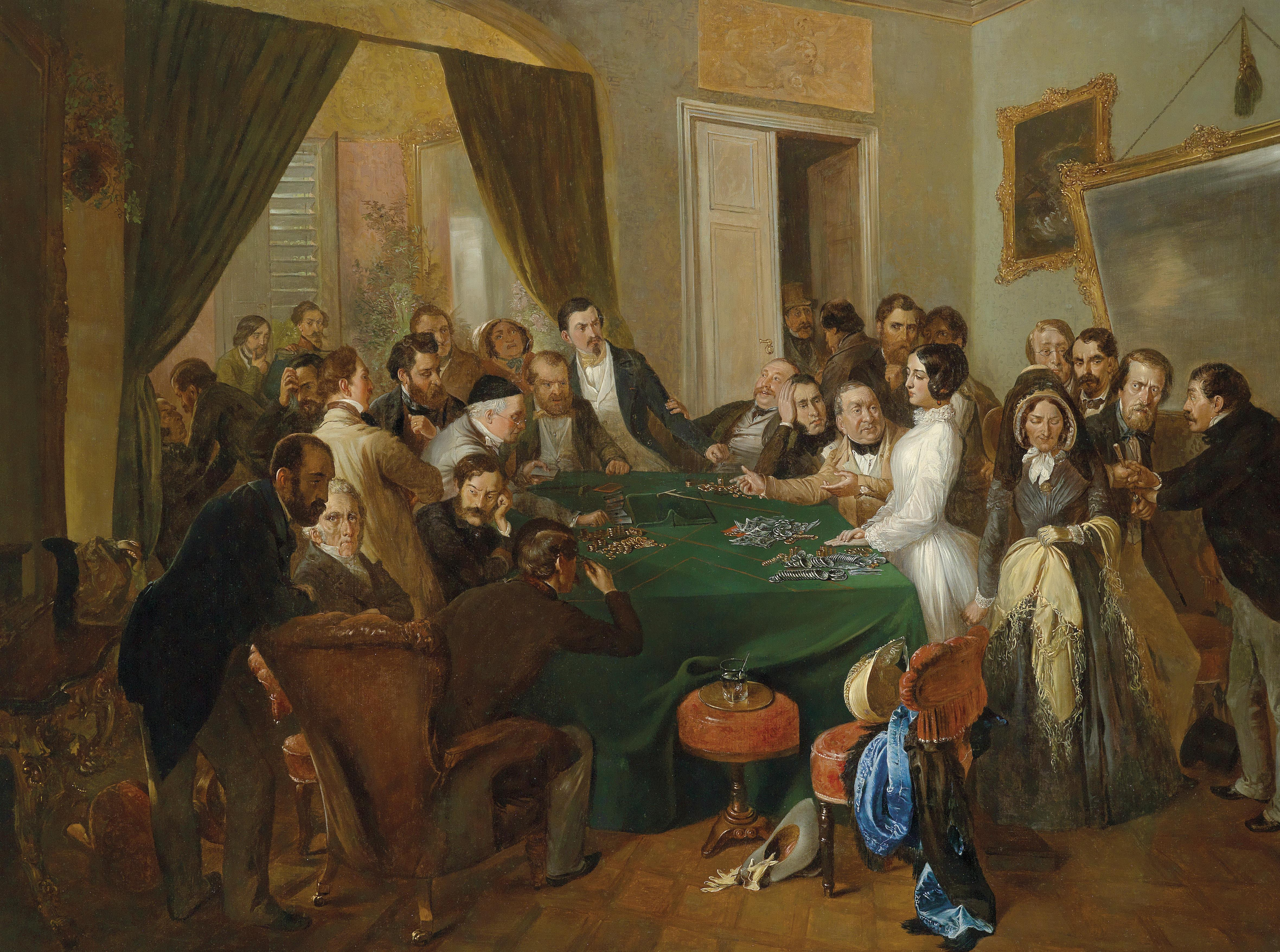
Festa - il·lustració de l'escena 1 de La traviata..